# فشل تام للغدة العرقية مجهول السبب
يُعد مرض فشل تام للغدة العرقية المجهول السبب (آي بي  أس أف) هو أحد أشهر الأسباب لمرض نادر المعروف بمرض اكتساب عام بانقطاع العرق المجهول السبب (آيه آي جي آيه)، وهو مرض متلازمة سريرية يتسم بانخفاض أو غياب العرق دون أي خلل في جهازي العصبي الذاتي والعصبي الجسدي بالإضافة إلى عدم وجود آفات عضوية جلدية ثابتة.
وظهر لأول مرة مصطلح (آي بي أس أف) في عام 1994 بعد أن تفحص باحثين في جامعة سايتاما للطب أول أماكن لظهور الآفاتت لدى المرضى؛ كانت من ضمن مستقبلات كولينية للغدد العرقية. فيمثل المصطلح مجموعة فرعية مميزة عن (آيه أي جي آيه) دون اختلال للأعصاب المحيطة للغدد العرقية أو فشلها.

## الأعراض الإكلينكية
- بداية ظهور أعراض مرض البرد في الحياة
- بداية البرد المفاجئ أو المزمن
- مصاحب الآلام حادة أو شرى كولينية حول الجسم
- غياب أي خلل للوظائف المستقلة
- زيادة أعراض غلوبيولين مناعي هـ
- ظهور ردة فعل لهرمون قشري سكري
- تعرق مفترز مكتسب (إمداد عصبي أدرياليني)[3]